# Vilgertshofen
Vilgertshofen è un comune tedesco di 2 471 abitanti, situato nel land della Baviera.